# Třída U 23
Třída U 23 byla třída ponorek německé Kaiserliche Marine z období první světové války. Celkem byly postaveny čtyři jednotky této třídy. Ve službě byly v letech 1913–1918. Dvě byly za války potopeny a po jedné po válce získaly Francie a Velká Británie v rámci reparací.

## Stavba
Německá loděnice Germaniawerft v Kielu postavila celkem čtyři ponorky tohoto typu.
Jednotky třídy U 19:
| Jméno | Loděnice            | Založení kýlu | Spuštění na vodu  | Vstup do služby | Osud                                                      |
| ----- | ------------------- | ------------- | ----------------- | --------------- | --------------------------------------------------------- |
| U 23  | Germaniawerft, Kiel | 1911          | 12. dubna 1913    | září 1913       | Dne 20. července 1915 potopena britskou ponorkou HMS C27. |
| U 24  | Germaniawerft, Kiel | 1911          | 24. května 1913   | prosinec 1913   | Roku 1918 předána Velké Británii, sešrotována.            |
| U 25  | Germaniawerft, Kiel | 1911          | 12. července 1913 | květen 1914     | Roku 1919 předána Francii.                                |
| U 26  | Germaniawerft, Kiel | 1911          | 16. října 1913    | květen 1914     | V září 1915 ztracena, pravděpodobně zničena minou.        |

## Konstrukce

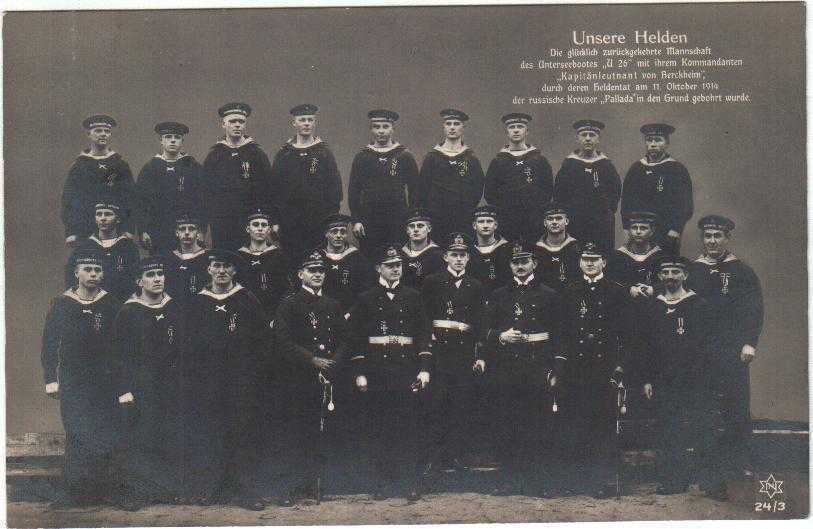
Posádka ponorky třidy U 26

Ponorky měly dvojtrupou koncepci. Výzbroj tvořily čtyři 500mm torpédomety (dva příďové a dva záďové) se zásobou šesti torpéd. Pohonný systém tvořily dva diesely Germania o výkonu 1800 bhp a dva elektromotory o výkonu 1200 shp, pohánějící dva lodní šrouby. Nejvyšší rychlost dosahovala 16,7 uzlu na hladině a 10,3 uzlu pod hladinou. Dosah byl 7620 námořních mil při rychlosti 8 uzlů na hladině a 85 námořních mil při rychlosti 5 uzlů pod hladinou. Operační hloubka ponoru dosahovala 50 metrů.

### Modifikace
V letech 1914–1915 byly vyzbrojeny 88mm kanónem TK L/30 C/08. Roku 1918 byl u ponorek U 24 a U 25 nahrazen jedním 105mm kanónem TK L/45 C/16.

## Služba
Ponorky byly bojově nasazeny za první světové války, přičemž dvě byly ve službě ztraceny. 
Služba třídy U 23:
| Jméno   | Patroly | Potopené lodě  | Poškozené lodě | Zajaté lodě | Válečné lodě                                  | Poznámka |
| ------- | ------- | -------------- | -------------- | ----------- | --------------------------------------------- | -------- |
| U 23    | 3       | 7 (8822 t)     | 0              | 0           | 0                                             | [ 3 ]    |
| U 24    | 7       | 34 (106 122 t) | 3 (14 318 t)   | 1 (1925 t)  | HMS Formidable – predreadnought               | [ 4 ]    |
| U 25    | 3       | 21 (14 145 t)  | 1 (163 t)      | 0           | 0                                             | [ 5 ]    |
| U 26    | 1       | 3 (3700 t)     | 0              | 0           | Pallada – obrněný křižník Jenisej – minonoska | [ 6 ]    |
| Celkem: | 14      | 65 (132 789 t) | 4 (14 481 t)   | 1 (1925 t)  | 1 predreadnought 1 křižník 1 minonoska        |          |